# Vilma Lwoff-Parlaghy
Princesa Elisabeth Vilma Lwoff-Parlaghy (nascida como Brachfeld Vilma Erzsébet, Hajdúdorog, 15 de abril de 1863 - Nova York, 28 de agosto de 1923) foi uma pintora de retratos nascida na Hungria que trabalhou no Império Alemão e nos Estados Unidos. Ela é conhecida por ter pintado cerca de 120 retratos de americanos e europeus proeminentes entre 1884 e 1923.